# Маромица (посёлок)
Ма́ромица — посёлок в Опаринском районе Кировской области, административный центр Маромицкого сельского поселения.

## География
Посёлок расположен в 15 км к западу от райцентра Опарино, в лесной местности в верховьях рек Осиновка и Правая.

## История
Посёлок возник в 1939 году во время строительства тупиковой железнодорожной линии Латышский — Маромица — Речной.
С 1972 по 2005 год посёлок имел статус посёлка городского типа.
С 1 января 2006 года согласно Закону Кировской области от 07.12.2004 № 284-ЗО является центром Маромицкого сельского поселения.

## Население
| 1979  | 2002  | 2010  | 2012  | 2013  | 2014  | 2015  |
| ----- | ----- | ----- | ----- | ----- | ----- | ----- |
| 2115  | ↘1889 | ↘1493 | ↘1422 | ↘1370 | ↘1300 | ↘1239 |
| 2016  | 2017  | 2018  | 2019  | 2020  | 2021  |       |
| ↘1204 | ↘1173 | ↘1124 | ↘1047 | ↘990  | ↘771  |       |

## Транспорт

### Автомобильный транспорт
Существует автобусное сообщение с районным центром, которое работает с большими перебоями.
Расстояние до райцентра по автодороге составляет 32 км. Дорога выложена бетонными плитами, и является «одноколейной».

### Железнодорожный транспорт
В поселке когда то работала узкоколейная железная дорога (закрыта в 1969 году).
До 1990-х годов в посёлок можно было попасть пассажирским поездом по ветке из посёлка Латышский.

## Экономика
Все малые предприятия по заготовке и переработке древесины закрылись из-за роста цен на лес на корню, тем самым вызвав сильнейшую безработицу среди мужского населения поселка. Из-за этого люди стали покидать родной поселок. В итоге в поселке осталось всего 700 жителей. В школу всего ходит 65 учеников.